# Вюрцбургер Киккерс
«Вю́рцбургер Ки́ккерс» (нем. Fußball-Club Würzburger Kickers e. V.) — немецкий футбольный клуб из города Вюрцбург, Бавария. В сезоне 2020/2021 выступал во Второй Бундеслиге.

## История
«Вюрцбургер Кикерс» был основан 17 ноября 1907 года. Цветами клуба с момента основания являются белый и красный, что дало ему прозвище «красноштанники».
После Второй мировой войны и вплоть до 1977 года «Вюрцбургер Кикерс» играл в третьих по рангу лигах. В 1977 году «Вюрцбургер Киккерс» стал победителем Баварской лиги и вышел во Вторую южную Бундеслигу. В единственном сезоне во второй лиге клуб одержал 4 победы и вылетел, заняв 19-е место. До 1983 года «Вюрцбургер Киккерс» играл в Баварской лиге, после чего вылетел в четвертую лигу — северную Баварскую Ландеслигу. В 1990 году «красноштанники» выиграли Ландеслигу и вернулись в Баварскую лигу, однако продержались в ней всего один сезон. После 1991 года клуб настигли непростые времена: он играл в четвёртой, пятой и шестой лигах, а в 2003 году вылетел в седьмую лигу — Бециргслигу.
Восхождение клуба началось в 2012 году. «Вюрцбургер Кикерс» выиграл шестую лигу — Ландеслигу, но в связи с изменениями в структуре Региональных лиг поднялся в четвертую лигу — Региональную лигу «Бавария». Первый сезон клуб завершил на десятом месте. В середине сезона 2013/14, в котором было занято одиннадцатое место, «Вюрцбургер Кикерс» запустил кампанию под названием «3x3», целью которой стал выход в Третью лигу в течение трёх лет.
В 2014 году клуб выиграл Кубок Баварии, обыграв в финале в серии пенальти «Шальдинг-Хайнинг». Таким образом, в четвёртый раз в истории и впервые с 1981 года «Вюрцбургер Кикерс» квалифицировался в основной розыгрыш Кубка Германии. В кубке сезона 2014/15 «красноштанники» обыграли в первом раунде дюссельдорфскую «Фортуну», однако во втором раунде вылетели от брауншвейгского «Айнтрахта».
Летом 2014 года главным тренером клуба стал Бернд Холлербах — уроженец Вюрцбурга и воспитанник клуба, который выигрывал Бундеслигу в качестве тренера-ассистента Феликса Магата. В первый же сезон под руководством Холлербаха «Вюрцбургер Киккерс» выиграл Региональную лигу. В стыковых матчах за выход в Третью лигу соперником был вице-чемпион Региональной лиги «Юго-Запад» «Саарбрюккен». Команды обменялись гостевыми победами с одинаковыми счетами 1:0, а в серии пенальти «Вюрцбургер Киккерс» выиграл со счётом 6:5 и вышел в Третью лигу.
По окончании сезона 2015/2016 занял третье место в Третьей лиге и получил право сыграть в стыковых матчах с Дуйсбургом, занявшим 16-е место во Второй Бундеслиге. По сумме двух матчей уверенно обыграл команду из Рура с общим счётом 4:1 и получил право играть во втором по значимости дивизионе немецкого футбола в сезоне 2016/2017, где задержаться более, чем на один сезон не удалось, и после занятого 17-го места команда вновь оказалась в Третьей лиге, пробыла там три сезона и по итогам сезона 2019/20 вновь вышла во Вторую Бундеслигу.

## Достижения
- Победитель Баварской лиги: 1976/77
- Победитель северной Баварской Ландеслиги: 1989/90, 1996/97, 2011/12
- Обладатель Кубка Баварии: 2014, 2016, 2019
- Победитель Региональной лиги «Бавария»: 2014/15, 2023/24